# Route nationale 413
Die Route nationale 413, kurz N 413 oder RN 413, ist eine ehemalige französische Nationalstraße.
Der Streckenverlauf führte zuerst von Metz bis zu einer Kreuzung mit der Nationalstraße N66 in Mirecourt.
Unterbrochen war die Straße dann im Bereich Nancy, wo andere Nationalstraßen zu nutzen waren.
Im Jahr 1973 erfolgte bei der Straßennetzreform in Frankreich die Herabstufung der Nationalstraße zu Departement-Straßen auf dem gesamten Streckenverlauf.
In der Zeit von 1978 bis 1999 wurde die Straßennummer für einen Teil des Boulevard Périphérique de Caen benutzt.